# Eurycheilichthys limulus
Eurycheilichthys limulus és una espècie de peix d'aigua dolça de la família dels loricàrids i de l'ordre dels siluriformes.

## Morfologia
- Els adults poden assolir fins a 4,8 cm de longitud total.[1][2]

## Hàbitat
És un peix d'aigua dolça i de clima tropical.

## Distribució geogràfica
Es troba a Sud-amèrica: conca del riu Jacuí.